# Alfredo Martínez Marín
Alfredo Martínez Marín (Valladolid, 6 de junio de 1965) es un periodista español. Es conocido por su faceta de narrador radiofónico de los partidos del Fútbol Club Barcelona.
Desde el año 2000 es jefe de deportes de la delegación catalana de la cadena de radio Onda Cero.
Aunque nacido en Valladolid, pasa su juventud en Segovia.
Alfredo es el cuarto de los seis hermanos que formaban la familia.

## Trayectoria
Desde los 18 años, Alfredo Martínez ha ejercido como periodista. Acabó la Licenciatura de Derecho en la Universidad Complutense de Madrid en 1991. Ha ocupado el cargo de jefe de deportes en tres emisoras: en Antena 3 en Andalucía (1990-1992), en la Cadena COPE en Cataluña (1992-2000) y en Onda Cero, en la misma región (desde 2000).
En primera división narró su primer encuentro en 1988 disputado por los equipos Sporting de Gijón y Real Valladolid. Con el Fútbol Club Barcelona debutó en un partido en el que los blaugranas se enfrentaron al Atlético de Madrid en el año 1992 en Antena 3 Radio. Desde entonces realiza el seguimiento del Fútbol Club Barcelona en todos los campos del mundo. Con la selección española hizo su debut en un España 2-0 Yugoslavia en el año 1996; actualmente lleva cerca de 290 partidos con la selección.
En su haber también cuenta con la narración de seis mundiales de fútbol y seis Eurocopas, dos Juegos Olímpicos, cerca de una veintena de finales entre Copa de Europa, Champions League y 25 finales de Copa del Rey, en 4 ocasiones entre Copa Intercontinental y Mundialito de clubes además de llevar a su espalda más de 3000 partidos de Primera División desde la temporada 1988.
En prensa escrita ha colaborado con el diario Marca y las revistas Ya, Don Balón y Man.
En televisión fue redactor jefe de Antena 3 en Andalucía en sus inicios. Colaboró con la plataforma Vía Digital entre 2000 y 2001. Colabora con TVE y Canal Català.
Un reciente estudio indicó que es el segundo relator que más rápido es capaz de cantar un gol: el cubano Sergio Osorio lo hace en 0,103 segundos; Alfredo Martínez en 0,124; y el panameño Rubén Pinzón 0,187 segundos.
Se considera segoviano de adopción y dice ser seguidor del Caja Segovia Fútbol Sala y de la Gimnástica Segoviana.

## Premios
- Premio Segovianos Bien vistos en 2006
- Premio de la Asociación de la Prensa deportiva de Segovia en 2008
- Premio Nacional de la Academia de la Radio a la Narración deportiva en 2011.